# Kerfala Cissoko
Kerfala Cissoko, född 16 augusti 1999, är en guineansk fotbollsspelare som spelar för Jaro.

## Karriär
Inför säsongen 2018 gick Cissoko till AFC Eskilstuna. Han gjorde sin Superettan-debut den 30 juli 2018 i en 0–0-match mot Örgryte IS.
I april 2019 värvades Cissoko av Dalkurd FF, där han skrev på ett treårskontrakt. Cissoko debuterade och gjorde sitt första mål den 21 april 2019 i en 2–1-vinst över Mjällby AIF. I september 2020 lånades han ut till israeliska Hapoel Kfar Saba.
I augusti 2021 värvades Cissoko av Örebro Syrianska IF. I augusti 2022 blev han klar för en återkomst i Dalkurd FF. I februari 2023 värvades Cissoko av Umeå FC, där han skrev på ett tvåårskontrakt. I premiäromgången av Ettan Norra 2024 gjorde Cissoko ett hattrick i en 4–1-seger över Sollentuna FK.
I mars 2025 fick Cissoko avslag på sin ansökan om arbetstillstånd och lämnade Umeå FC. Kort därefter blev han klar för spel i finländska Jaro.